# Eilema ussurica
Eilema ussurica är en fjärilsart som beskrevs av Daniel 1954. Eilema ussurica ingår i släktet Eilema och familjen björnspinnare. Inga underarter finns listade i Catalogue of Life.